# Primer Ressalt de Salenques
Primer Ressalt de Salenques és un cim de 3.127 m d'altitud, amb una prominència de 15 m, que es troba a la Cresta de Salenques, al massís de la Maladeta província d'Osca (Aragó). És l'agulla central de les tres Agulles de Salenques.